# Xandee
Xandee, pseudoniem van Sandy Boets (Tienen, 18 december 1978), is een Belgische zangeres.

## Carrière als artieste
Haar muzikale carrière startte in 1993. Zij haalde de halve finale van de Vlaamse versie van de Soundmixshow.
In 1995 zong ze samen met Sergio in de groep Touch of Joy. Jaren later begonnen beiden hun solocarrière uit te bouwen.
In 2004 nam Xandee deel aan de Eurovisiesongfestival om België te vertegenwoordigen met het lied 1 life. Ze eindigde met 7 punten op een 22ste plaats. Daarna bracht zij nog Ay que calor en The power of music als singles uit. De singles bereikten de Ultratop 50. Tijdens de zomer van 2006 bracht de hoogzwangere Xandee de single Conga uit, maar dit werd evenmin een groot succes, al haalde ze er in 2007 wel heel onverwacht de laagste regionen van de hitparade mee in Nederland.
In 2011 startte Boets onder meer samen met Jurgen Dejaegher (ex-deelnemer van X-Factor) de coverband Xansation.

## Discografie

### Albums
| Album met hitnotering(en) in de Vlaamse Ultratop 200 albums | Datum van verschijnen | Datum van binnenkomst | Hoogste positie | Aantal weken | Opmerkingen |
| ----------------------------------------------------------- | --------------------- | --------------------- | --------------- | ------------ | ----------- |
| 1 Life                                                      | 2004                  | 22-05-2004            | 7               | 5            |             |

### Singles
| Single met hitnotering(en) in de Vlaamse Ultratop 50 | Datum van verschijnen | Datum van binnenkomst | Hoogste positie | Aantal weken | Opmerkingen                    |
| ---------------------------------------------------- | --------------------- | --------------------- | --------------- | ------------ | ------------------------------ |
| 1 Life                                               | 2004                  | 28-02-2004            | 1(6wk)          | 18           | Best verkochte single van 2004 |
| Ay que calor                                         | 2004                  | 19-06-2004            | 18              | 11           |                                |
| The power of music                                   | 2004                  | 25-09-2004            | 32              | 4            |                                |

## Trivia
- De zus van Xandee (Bianca) won in 1994 de Soundmixshow met een vertolking van Annie.
- In 2004 kwam ze samen met Elsie Moraïs in album 3 van De Geverniste Vernepelingskes voor.

## Privé
In 2023 startte ze in Sint-Truiden een bar samen met haar man.
- Gemeinsame Normdatei: 135361052
- International Standard Name Identifier: 0000 0003 7270 4210
- MusicBrainz: c7e46531-b56f-4b2b-b840-bdba7e18a68f
- Virtual International Authority File: 80134029
- WorldCat: E39PBJqqxfyfPJWtx7mRgF69Xd

1956: Fud Leclerc + Mony Marc · 
1957: Bobbejaan Schoepen · 
1958: Fud Leclerc · 
1959: Bob Benny · 
1960: Fud Leclerc · 
1961: Bob Benny · 
1962: Fud Leclerc · 
1963: Jacques Raymond · 
1964: Robert Cogoi · 
1965: Lize Marke · 
1966: Tonia · 
1967: Louis Neefs · 
1968: Claude Lombard · 
1969: Louis Neefs · 
1970: Jean Vallée · 
1971: Lily Castel & Jacques Raymond · 
1972: Serge & Christine Ghisoland · 
1973: Nicole & Hugo · 
1974: Jacques Hustin · 
1975: Ann Christy · 
1976: Pierre Rapsat · 
1977: Dream Express · 
1978: Jean Vallée · 
1979: Micha Marah · 
1980: Telex · 
1981: Emly Starr · 
1982: Stella · 
1983: Pas de Deux · 
1984: Jacques Zegers · 
1985: Linda Lepomme · 
1986: Sandra Kim · 
1987: Liliane Saint-Pierre · 
1988: Reynaert · 
1989: Ingeborg · 
1990: Philippe Lafontaine · 
1991: Clouseau · 
1992: Morgane · 
1993: Barbara · 
1995: Frédéric Etherlinck · 
1996: Lisa del Bo · 
1998: Mélanie Cohl · 
1999: Vanessa Chinitor · 
2000: Nathalie Sorce · 
2002: Sergio & The Ladies · 
2003: Urban Trad · 
2004: Xandee · 
2005: Nuno Resende · 
2006: Kate Ryan · 
2007: The KMG's · 
2008: Ishtar · 
2009: Copycat · 
2010: Tom Dice · 
2011: Witloof Bay · 
2012: Iris · 
2013: Roberto Bellarosa · 
2014: Axel Hirsoux · 
2015: Loïc Nottet · 
2016: Laura Tesoro · 
2017: Blanche · 
2018: Sennek · 
2019: Eliot · 
2021: Hooverphonic · 
2022: Jérémie Makiese · 
2023: Gustaph · 
2024: Mustii · 
2025: Red Sebastian